# Élections fédérales suisses de 1931
Les élections fédérales suisses de 1931 se sont déroulées le 25 octobre 1931. Elles ont désigné la 29e législature depuis 1848. Pour ces élections, le Parlement passa de 198 sièges à 187 sièges au Conseil national. Le nombre des 44 Conseillers aux États fut inchangé. Les députés furent élus pour la première fois pour une durée de 4 ans, durée qui n'a plus varié depuis.
La réduction du nombre de sièges au Conseil national entraîna également des pertes en nombre de sièges pour les quatre plus grands partis politiques. Les conservateurs catholiques perdirent 2 sièges pour en occuper 44. Les Radicaux ont perdu six sièges (52 élus), les socialistes en perdit un (49 élus) et le (Parti des paysans, artisans et bourgeois) également un (30 élus). A Schaffhouse, le Parti Communiste d'Opposition créé en réaction à une opposition à l'Internationale communiste obtint un siège.
Au Conseil des États, sur 44 sièges, le PSS en gagna 2, le Parti conservateur populaire resta stable et garda ses 18 sièges alors que les Radicaux en perdirent encore 1 siège (19). Le Parti démocratique suisse perdit son unique élu.

## Législature 1931-1935
|  | Partis                                   | Sigles | Tendances politiques            | Sièges au CN | Sièges au CE |
|  | ---------------------------------------- | ------ | ------------------------------- | ------------ | ------------ |
|  | Parti radical-démocratique               | PRD    | radical/protestant              | 52           | 19           |
|  | Parti socialiste                         | PSS    | socialiste                      | 49           | 2            |
|  | Parti conservateur populaire             | PCP    | conservateur/catholique         | 44           | 18           |
|  | Parti des paysans, artisans et bourgeois | PAB    | agrarien/protestant             | 30           | 3            |
|  | Parti libéral démocratique               | PLD    | libéral/conservateur/protestant | 6            | 1            |
|  | Parti démocratique                       | DEM    | progressiste                    | 2            | -            |
|  | Parti communiste                         | PC     | communiste/staliniste           | 2            | -            |
|  | Parti chrétien-protestant                | PCP    | conservateur/protestant         | 1            | -            |
|  | Parti Communiste d'Opposition (SH)       | KPO    | communiste/antistalinien        | 1            | -            |
|  | Sans parti                               | Ind.   | Ind.                            | -            | 1            |